# The Cure (álbum)
The Cure es el duodécimo álbum de estudio de la banda británica de rock alternativo The Cure lanzado al mercado en 2004. Fue el primer disco editado por la nueva discográfica de The Cure, Geffen Records tras haber cerrado su etapa con la discográfica de Chris Parry, Fiction Records. El disco fue el cuarto en seguir la serie de álbumes editados cada cuatro años, iniciada con Wish en 1992.

## Antecedentes

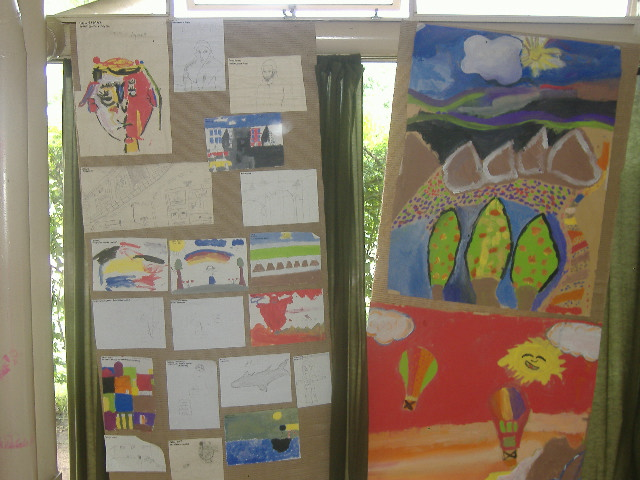
En la imagen, dibujos hechos por niños similares a los que se usaron para ilustrar la portada del disco homónimo que fue realizada por los sobrinos y las sobrinas de Robert Smith.

The Cure preparó su retorno con Geffen Records tras haber acabado su contrato discográfico con la compañía de Chris Parry, Fiction Records. La banda esperó 28 años de carrera para lanzar su álbum homónimo, con el que quiso abrir una nueva etapa en su discografía.[cita requerida]
El encargado del resurgimiento de la banda fue el productor de nu metal, Ross Robinson que cuando conoció a Robert Smith le dijo que antes de morir debía producir un álbum con The Cure.[cita requerida]

## Grabación
El disco se grabó en seis semanas y se mezcló en tres días sin posproducción. La banda casi interpretó en directo el álbum entero que luego, Ross Robinson, Steve Evetts y el propio Smith se dedicaron a mezclar mínimamente en el estudio. El proceso minucioso con la preproducción que tuvo Robinson fue tal que acabó por estresar al grupo. El bajista Simon Gallup llegó a declarar en relación con ello que quiso partirle los dientes a Robinson.

## Estilo
El álbum desprendió el clásico pero aún peculiar sonido pop del grupo, en su estilo eminentemente oscuro. La banda se movió por lugares intransitados en su discografía anterior, sin duda influidos por la presencia de Ross Robinson. En este disco Robert Smith propuso letras directas y melodías que, de alguna manera, repasaron la vida anterior del grupo, con pasajes musicales que remitieron a obras como Pornography o Disintegration. De esta manera, con las siempre esenciales canciones pop y hasta los pasajes más densos en los que Smith, dolido, gritó por el micrófono mientras la música creó atmósferas depresivas. El propio Smith dijo sobre el álbum: 

«Si este disco no le gusta a la gente, entonces no les gusta The Cure.»
Robert Smith en 2004

Para promover el álbum, la banda hizo una gira mundial, que abarcó distintos lugares de Europa y América.
Las primeras copias del disco fueron una edición especial que incluyó un DVD titulado The Making of The Cure, en el que se recogió diversas grabaciones de vídeo de las sesiones de grabación del álbum, así como diverso material extra.
Este álbum tuvo como peculiaridad que fue grabado en directo. La banda ensayó por varios meses hasta plasmarlo como si lo estuvieran interpretando en vivo.

## Recepción
The Cure debutó en el Top 10 en el Reino Unido y Estados Unidos. 
El álbum vendió 2 millones de copias en todo el mundo.

### Posiciones y certificaciones
| Año  | Lista | Posición | Certificación    |
| ---- | ----- | -------- | ---------------- |
| 2004 | UK    | 8        | Disco de Platino |
| 2004 | USA   | 7        | —                |
| 2004 | AUS   | 28       | —                |
| 2004 | AUT   | 12       | —                |
| 2004 | FRA   | 4        | —                |
| 2004 | ALE   | 3        | —                |
| 2004 | NLD   | 37       | —                |
| 2004 | NZ    | 32       | —                |
| 2004 | NOR   | 10       | —                |
| 2004 | SUE   | 10       | —                |
| 2004 | SUI   | 5        | —                |

## Listado de canciones
- Todas las canciones fueron escritas por Robert Smith.
- Todas las canciones fueron compuestas por Smith/Gallup/Cooper/Bamonte/O'Donnell.

| The Cure - Edición estándar |                                  |          |  |
| N.º                         | Título                           | Duración |  |
| 1.                          | «Lost»                           | 4:07     |  |
| 2.                          | «Labyrinth»                      | 5:14     |  |
| 3.                          | «Before Three»                   | 4:40     |  |
| 4.                          | «The End of the World»           | 3:43     |  |
| 5.                          | «Anniversary»                    | 4:22     |  |
| 6.                          | «Us Or Them»                     | 4:09     |  |
| 7.                          | «alt.end»                        | 4:30     |  |
| 8.                          | «(I Don't Know What's Going) On» | 2:57     |  |
| 9.                          | «Taking Off»                     | 3:19     |  |
| 10.                         | «Never»                          | 4:04     |  |
| 11.                         | «The Promise»                    | 10:18    |  |

| The Cure - Edición Deluxe (Enhanced Cd) |                                  |          |  |
| N.º                                     | Título                           | Duración |  |
| 1.                                      | «Lost»                           | 4:07     |  |
| 2.                                      | «Labyrinth»                      | 5:14     |  |
| 3.                                      | «Before Three»                   | 4:40     |  |
| 4.                                      | «The End of the World»           | 3:43     |  |
| 5.                                      | «Anniversary»                    | 4:22     |  |
| 6.                                      | «Us Or Them»                     | 4:09     |  |
| 7.                                      | «alt.end»                        | 4:30     |  |
| 8.                                      | «(I Don't Know What's Going) On» | 2:57     |  |
| 9.                                      | «Taking Off»                     | 3:19     |  |
| 10.                                     | «Never»                          | 4:04     |  |
| 11.                                     | «The Promise»                    | 10:18    |  |
| 12.                                     | «enlace al sitio web»            |          |  |

| The Cure - Edición Deluxe CD2 |                                                                      |          |  |
| N.º                           | Título                                                               | Duración |  |
| 1.                            | «Back On» (versión instrumental de «Lost»)                           | 4:07     |  |
| 2.                            | «The Broken Promise» (versión instrumental de «The Promise»)         | 10:21    |  |
| 3.                            | «Someone's Coming» («Truth Goodness and Beauty» versión alternativa) | 4:21     |  |
| 4.                            | «Jason 3» («Truth Goodness and Beauty» versión alternativa)          | 4:21     |  |
| 5.                            | «Credits (The Cure/"Making The Cure DVD)»                            | 1:07     |  |

| The Cure - temas extra | |          |  |
| N.º                    | Título | Duración |  |
| 1.                     | «Going Nowhere» (canción de cierre oculta en todas las versiones del CD excepto la estadounidense)                                                                       | 3:28     |  |
| 2.                     | «Truth Goodness and Beauty» (en todas las versiones de vinilo, y en las versiones CD para el Reino Unido y Japón. Aparece entre «Before Three» y «The End of the World») | 4:18     |  |
| 3.                     | «Fake» (sólo en las versiones de vinilo y en la versión japonesa del CD. Aparece entre «Us or Them» y «alt.end»)                                                         | 4:37     |  |
| 4.                     | «This Morning» (canción de cierre en todas las versiones de vinilo) | 6:24     |  |

## Créditos
| The Cure - Robert Smith - (Líder) guitarra, voz - Simon Gallup - Bajo - Perry Bamonte - Guitarra - Jason Cooper - Batería - Roger O'Donnell - Teclados Músico de sesión - Porl Thompson - Colaboró con varios temas que nunca fueron incluidos en el álbum final. No obstante, aparece en las caras B «Why Can't I Be Me?» y «Your God Is Fear» | Producción - Productores: Ross Robinson, Robert Smith. - Ingeniero: Steve Evetts. - Mezcladores: Ross Robinson, Robert Smith, Steve Evetts. - Asistente: Owen Skinner. - Programaciones: Jesse Cannon. - Otros asistentes de grabación: Tom Webster, Steve Mustarde. - Grabado y mezclado en: Olympic Studios de Londres durante la primavera de 2004. - Masterizado por: George Marino en Sterling Sound NYC. - Productores ejecutivos: Robert Smith, Ross Robinson, Daryl Bamonte, Jordan Schur, Bunny Lake. - Arte en cubierta producido por: Stylorouge. - Arte original por: Alice, Benedict, Bethany, Bodhi, Christopher, Ciaran, Darcie, James, Nicholas, Noosha, Richard, Samuel, Sarahnearly, Sian, Theodore, Tod. - Concepto artístico por: smArt, asistido por JP Robinson. |